# Allocosa
Allocosa este un gen de păianjeni din familia Lycosidae.

## Specii[1]
- Allocosa abmingani
- Allocosa absoluta
- Allocosa adolphifriederici
- Allocosa albiconspersa
- Allocosa albonotata
- Allocosa algoensis
- Allocosa alticeps
- Allocosa apora
- Allocosa aurata
- Allocosa aurichelis
- Allocosa baulnyi
- Allocosa bersabae
- Allocosa biserialis
- Allocosa brasiliensis
- Allocosa caboverdensis
- Allocosa calamarica
- Allocosa cambridgei
- Allocosa chamberlini
- Allocosa clariventris
- Allocosa comotti
- Allocosa danneili
- Allocosa delagoa
- Allocosa delesserti
- Allocosa deserticola
- Allocosa dingosaeformis
- Allocosa dubia
- Allocosa dufouri
- Allocosa edeala
- Allocosa efficiens
- Allocosa excusor
- Allocosa exserta
- Allocosa faberrima
- Allocosa fasciiventris
- Allocosa finkei
- Allocosa flavisternis
- Allocosa floridiana
- Allocosa funerea
- Allocosa furtiva
- Allocosa gabesia
- Allocosa georgicola
- Allocosa glochidea
- Allocosa gorontalensis
- Allocosa gracilitarsis
- Allocosa guianensis
- Allocosa halei
- Allocosa handschini
- Allocosa hasselti
- Allocosa hirsuta
- Allocosa hostilis
- Allocosa hugonis
- Allocosa illegalis
- Allocosa ituriana
- Allocosa iturianella
- Allocosa kalaharensis
- Allocosa karissimbica
- Allocosa kazibana
- Allocosa kulagini
- Allocosa laetella
- Allocosa lawrencei
- Allocosa leucotricha
- Allocosa lombokensis
- Allocosa mafensis
- Allocosa mahengea
- Allocosa manmaka
- Allocosa maroccana
- Allocosa marshalli
- Allocosa martinicensis
- Allocosa marua
- Allocosa mascatensis
- Allocosa mexicana
- Allocosa millica
- Allocosa mirabilis
- Allocosa mogadorensis
- Allocosa mokiensis
- Allocosa molicola
- Allocosa montana
- Allocosa morelosiana
- Allocosa mossambica
- Allocosa mossamedesa
- Allocosa mulaiki
- Allocosa munieri
- Allocosa mutilata
- Allocosa nanahuensis
- Allocosa nebulosa
- Allocosa nigella
- Allocosa nigripes
- Allocosa nigriventris
- Allocosa nigrofulva
- Allocosa noctuabunda
- Allocosa obscuroides
- Allocosa obturata
- Allocosa oculata
- Allocosa olivieri
- Allocosa orinus
- Allocosa otavia
- Allocosa palabunda
- Allocosa pallideflava
- Allocosa panamena
- Allocosa panousei
- Allocosa paraguayensis
- Allocosa pardala
- Allocosa parva
- Allocosa parvivulva
- Allocosa pellita
- Allocosa perfecta
- Allocosa pistia
- Allocosa plumipes
- Allocosa pugnatrix
- Allocosa pulchella
- Allocosa pylora
- Allocosa quadrativulva
- Allocosa retenta
- Allocosa ruwenzorensis
- Allocosa samoana
- Allocosa sangtoda
- Allocosa schoenlandi
- Allocosa schubotzi
- Allocosa sefrana
- Allocosa sennaris
- Allocosa sjostedti
- Allocosa soluta
- Allocosa sublata
- Allocosa suboculata
- Allocosa subparva
- Allocosa tagax
- Allocosa tangana
- Allocosa tarentulina
- Allocosa tenebrosa
- Allocosa testacea
- Allocosa thieli
- Allocosa tremens
- Allocosa tuberculipalpa
- Allocosa umtalica
- Allocosa utahana
- Allocosa venezuelica
- Allocosa veracruzana
- Allocosa wittei
- Allocosa woodwardi
- Allocosa zualella